# Cantó de Mantes-la-Jolie
El cantó de Mantes-la-Jolie és un cantó francès del departament d'Yvelines, situat al districte de Mantes-la-Jolie. Des del 2015 té 5 municipis i el cap és Mantes-la-Jolie.

## Municipis
- Buchelay
- Magnanville
- Mantes-la-Jolie
- Mantes-la-Ville
- Rosny-sur-Seine

## Història
| Data d'elecció                           | Identitat     | Partit          | Qualitat |
| ---------------------------------------- | ------------- | --------------- | -------- |
| 1945-1949                                | Pierre Commin | SFIO            |          |
| 1949-1955                                | M. Bouchet    | RPF, després RS |          |
| 1955-1967                                | Aimé Bergeal  | SFIO            |          |
| 1967-1970                                | René Martin   | PCF             |          |
| 1970-1976                                | Aimé Bergeal  | SFIO            |          |
| 1973-1976                                | René Martin   | PCF             |          |
| 1976-1994                                | Paul Picard   | PS              |          |
| 1994-1995                                | Pierre Bédier | RPR             |          |
| 1995-2004                                | Marc Schwob   | RPR             |          |
| 2004-2009                                | Pierre Bédier | UMP             |          |
| 2009-                                    | Michel Vialay | UMP             |          |
| les dades anteriors no són pas conegudes |               |                 |          |
|                                          |               |                 |          |